# Trichonotulus kindianus
Trichonotulus kindianus är en skalbaggsart som beskrevs av Rudolph Petrovitz 1958. Trichonotulus kindianus ingår i släktet Trichonotulus och familjen Aphodiidae. Inga underarter finns listade i Catalogue of Life.